# Arabi (Georgia)
Arabi – miasto w Stanach Zjednoczonych, w stanie Georgia, w hrabstwie Crisp.